# Felicjan Wierzchlejski
Felicjan Wierzchlejski herbu Berszten II (zm. 16 listopada 1790) – sędzia ziemski kaliski w latach 1789–1790, podsędek kaliski w latach 1784–1789, pisarz ziemski wschowski w latach 1776–1784.
Poseł na Sejm 1776 roku z województwa kaliskiego. Poseł województwa poznańskiego na sejm 1778 roku, sejm 1782 roku i  na sejm 1784 roku. Komisarz Komisji Dobrego Porządku w Poznaniu w 1780 roku.